# Тэи
Тэи — жена древнеегипетского фараона Эйе, правившего в конце XVIII династии, кормилица царицы Нефертити.

## Происхождение
Происхождение Тэи точно неизвестно. Она стала второй женой Эйе до его воцарения. Судя по её титулу «высокая кормилица (егип. Menat Aat) Нефертити», Тэи могла приходиться ей мачехой. Других доказательств данной гипотезы нет. Тэи и Эйе нигде не упомянуты родителями Нефертити. Их общей дочерью была Мутнеджмет, супруга Хоремхеба, наследовавшего власть Эйе. Идентификация Мутнеджмет и Мутбенрет, считающейся младшей сестрой Нефертити, не состоятельна, — это были две разные женщины. Предположительно, выбранный Эйе наследник по имени Нахтмин, мог также быть сыном Эйе от Тэи или от некой «певицы Исиды» Юйи. Возможно, Нахтмин был не родным, а приёмным сыном Эйе.
Эйе занимал высокое положение при дворе ряда фараонов (Аменхотеп III, Эхнатон, Тутанхамон) и оказывал влияние на политику, будучи связан с царственной семьёй родственными узами (вероятно, приходился братом царице Тие, супруге фараона Аменхотепа III). Когда прямая ветвь династии пресеклась, трон занял Эйе.
Предположительно, у Тэи имелась сестра Мутемнуб.

## Амарнский период

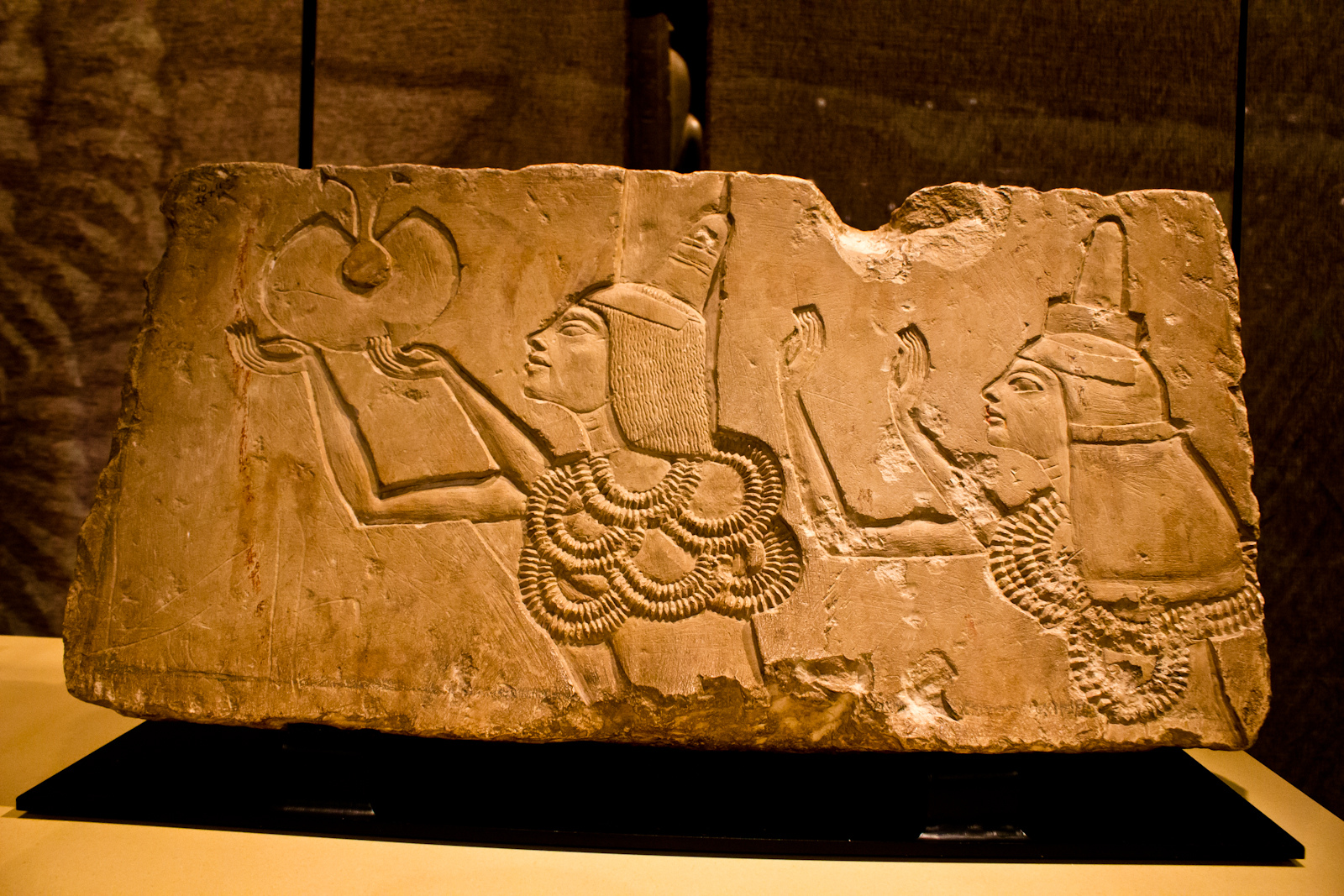
Фрагмент из гробницы Эйе, изображающий его и Тэи, получающих дары от Эхнатона

В амарнской гробнице супруга Тэи запечатлена перед окном явлений, откуда их одаривают фараон Эхнатон в хепреше и царица Нефертити. Их две старшие дочери Макетатон и Меритатон бросают Эйе и Тэи награды, а Анхесенпаатон стоит на подушке перед матерью и протягивает ей руку. Подобное одаривание драгоценными подарками считалось знаком особого расположения и проводилось открыто обычно в знак почёта военных заслуг или чествования чиновников. Тэи стала первой женщиной, удостоившейся милости получать награды наравне с мужем.
Также чета упомянута на деревянном сундуке (№ 17 555 в Египетском музее Берлина) с надписью: «Многозначимая, избранная Ра, ценимая Великой царской супругой, хозяйка дома Тэи».

## Мемфисский период

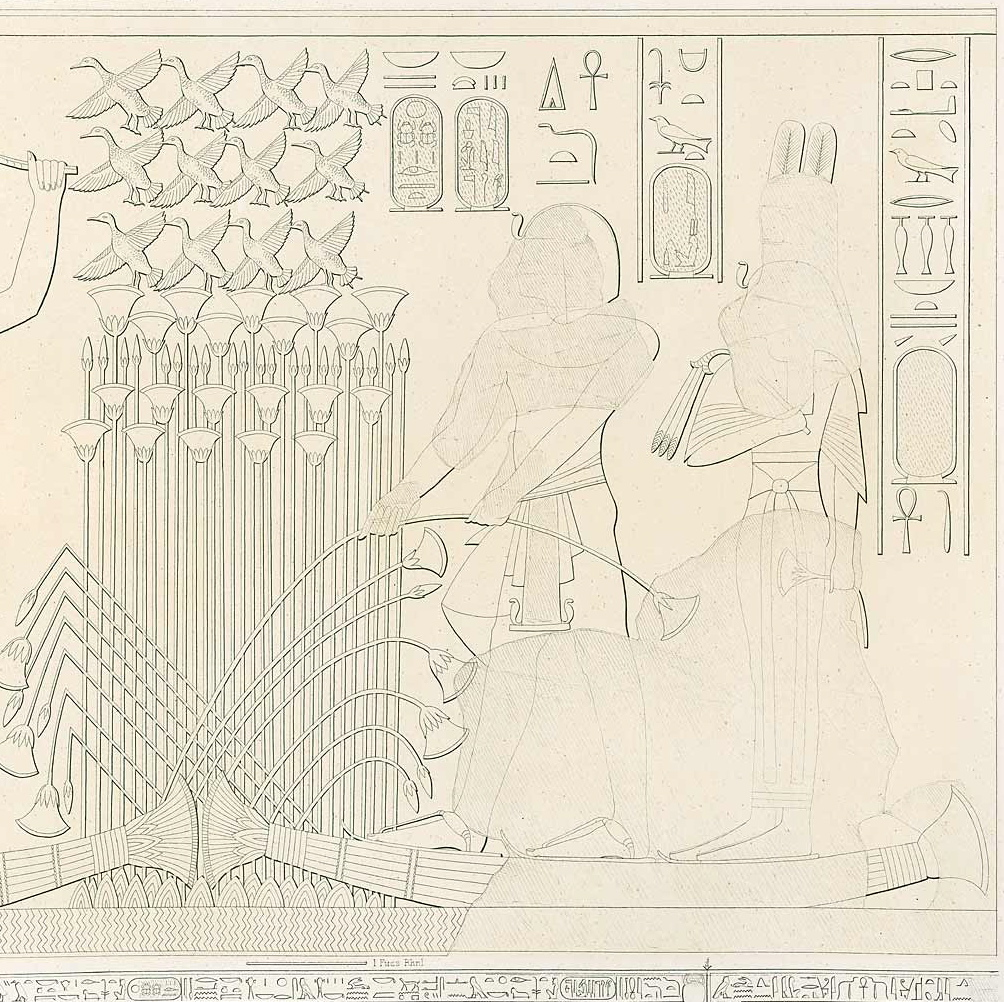
Изображение Эйе и Тэи в гробнице WV23 (из Denkhmäler Лепсиуса)

После оставления новой столицы Ахетатона о судьбе Тэи при дворе юного фараона Тутанхамона в Мемфисе неизвестно. После смерти фараона Тутанхамона трон занял Эйе, вероятно, женившись на вдове Анхесенамон (судя по кольцу с их картушами, хранящемуся в Египетском музее Берлина). Однако, в гробнице Эйе (WV23) в Долине царей его Великой супругой называется Тэи, а не Анхесенамон.
Тэи также удостоилась титулов:
- Наследная царевна (iryt-pˁt);
- Восхваляемая (wrt-hzwt);
- Хозяйка Двух земель (nbt-t3wy);
- Великая царская супруга, его возлюбленная (hmt-niswt-wrt meryt.f);
- Владычица Верхнего и Нижнего Египта (hnwt-shmˁw tȝ-mhw).

В гробнице Эйе Тэи изображена стоящей позади супруга, срывающего лотос на болоте. Изображения частично повреждены. Тэи могла быть похоронена в этой гробнице, поскольку здесь обнаружены фрагменты женских костей.